# Bibio xingshanus
Bibio xingshanus är en tvåvingeart som beskrevs av Yang 1997. Bibio xingshanus ingår i släktet Bibio och familjen hårmyggor. Inga underarter finns listade i Catalogue of Life.